# Sym XS
Il Sym XS è una motocicletta naked prodotta dalla casa taiwanese Sym, nell'unica cilindrata di 125 cm³.

## Descrizione
La Sym XS ricorda per molti versi la Yamaha YBR, un modello precedente, ma pone alcune differenze come l'adozione di una pinza a due pistoncini laterali mentre era a singolo pistoncino nella Yamaha. La motocicletta è prodotta dal 2007 con l'omologazione Euro 3.
Nel 2007 è risultata al primo posto della sua categoria per quanto riguarda il contenimento dei consumi, di circa 3 litri per 100 km
Tra i pregi vi è anche un costo contenuto in rapporto alle prestazioni. Durante alcuni test  è stato riscontrato un buon comportamento del freno posteriore, nonostante esso sia a tamburo e non a disco. Tra i difetti sono stati riscontrati: una sella scomoda sui lunghi tragitti, delle finiture di scarsa qualità; le parti in gomma (es. gommini sul pedale di avviamento e sul pedale del cambio, elastico ferma-batteria) si deteriorano in breve tempo.